# رقعة غراهام
رقعة غراهام (بالإنجليزية:  Graham patch)‏ هي تقنية جراحية تُستخدم لإغلاق ثقوب الإثنى عشر، الناتجة عن القرحة المنثقبة، أو عن غيرها من الأسباب. حيث تُستخدم قطعة من الثرب لتغطية الثقب، وبشكل عام فإن هذه التقنية الجراحية تستخدم للثقوب التي حجمها يساوي 5 مللي متر أو أقل.

## التسمية
نسبة للدكتور الكندي روسكو ريد جراهام (بالإنجليزية: Roscoe Reid Graham)‏، الذي اخترع هذه التقنية عام 1937.

## الإجراء
يتم استخدام قطعة بحجم مناسب من الثرب الخالي من التوتر  والأوعية الدموية  لتوصيل الثقب. حيث يتم وضع الرقعة  في مكانها عن طريق الغرز المتقطع الذي يتم غرزه عبر أماكن سليمة في الإثني عشر  على جانبي الثقب. وبمجرد أن يصبح التصحيح آمنًا، يمكن اختبار الختم عن طريق غمر الموقع تحت سائل الرَّي وحقن الهواء في أنبوب أنفي معدى للمريض. حيث يشير غياب فقاعات الهواء إلى أن الرقعة سليمة.